# Станислав Войчеховски
Станѝслав Войчехо̀вски, герб Наленч (на полски: Stanisław Wojciechowski) е полски политик и обществен деец, министър на вътрешните работи (1919 – 1920), втори президент на Полша (1922 – 1926).

## Биография
Станислав Войчеховски е роден на 15 март 1869 година в Калиш, тогава в пределите на Руската империя, в шляхтишкото семейство на Фльорентина (с родово име Ворхоф) и Феликс Войчеховски, герб Наленч. През 1888 година завършва Калишката гимназия, след което продължава образованието си във Физико-математическия факултет на Варшавския университет. В университета влиза в конспиративната организация Съюз на полските младежи „Зет“. През 1892 година напуска Варшава и последователно живее в Цюрих и Париж. Във френската столица работи като словослагател.
По настояване на руското посолство, вътрешният министър на Франция Александър Рибо издава декрет на 5 януари 1893 година, с който се нарежда експулсирането на Войчеховски от страната. Станислав напуска Париж на 12 януари и през Булон сюр Мер заминава за Англия. По нареждане на задграничното бюро на полските социалисти през юни същата година се завръща нелегално в Русия за да участва в неутрализиране на възникналите вътрешни конфликти в Полската социалистическа партия (ПСП). Във Варшава се запознава с Юзеф Пилсудски.
През 1899 година Станислав се жени за Мария Керсновска, представителка на рода Гедройч. Веднага след сватбата младото семейство се мести в Лондон.
В 1905 година се завръща във Варшава за да участва в конгреса на ПСП. Впоследствие се ангажира с обществена дейност, като взема участие в работата на кооперативните съюзи. В периода 1906 – 1915 година е редактор на кооперативното списание „Сполем“ (на полски: Społem).
След възстановяването на полската държава Войчеховски се включва в политиката. В годините 1919 – 1920 е министър на вътрешните работи в кабинетите на Игнаци Ян Падеревски и Леополд Скулски. На 20 декември 1922 година е избран за президент на страната. Изпълнява тази длъжност до 7 май 1926 година, когато е свален от власт в резултат на т.нар. „Майски преврат“. Умира на 9 април 1953 година в село Голомбки (днес част от Варшава).